# André Renard (football)
Pour les articles homonymes, voir André Renard et Renard (homonymie).
André Renard, né le 28 avril 1920 à Wattrelos et décédé le 25 septembre 1986 à Candé-sur-Beuvron (Loir-et-Cher), est un footballeur et entraîneur français.

## Biographie
Lors de la saison 1953-1954, il remplace René Bihel à la tête de l'AAJ Blois.